# 돌아오지 않은 밀사
《돌아오지 않은 밀사》(The Hero Noreturn)는 북한에서 제작된 신상옥 감독의 1984년 드라마 영화이다. 김준식 등이 주연으로 출연하였다. 헤이그 특사 사건을 주제로, 북한 영화로는 처음으로 해외에서 촬영되었다.

## 출연

### 주연
- 김준식
- 량해승
- 김윤홍
- 문예봉

## 같이 보기
- 신상옥·최은희 납치 사건
- 조선 영화
- 조선민주주의인민공화국의 문화
- 조선민주주의인민공화국의 영화 목록
- 조선민주주의인민공화국의 선전